# Rajon Horliwka
Der Rajon Horliwka (ukrainisch Горлівський район/Horliwskyj rajon; russisch Горловский район/Gorlowski rajon) ist ein ukrainischer Rajon mit etwa 650.000 Einwohnern. Er liegt in der Oblast Donezk und hat eine Fläche von 2468 km², der Verwaltungssitz befindet sich in der namensgebenden Stadt Horliwka.
Er ist derzeit durch die Volksrepublik Donezk besetzt und steht somit nicht unter ukrainischer Kontrolle, aus diesem Grund besteht der Rajon nur de jure und nicht de facto.

## Geographie
Der Rajon liegt im Osten der Oblast Donezk und grenzt im Norden an den Rajon Bachmut und auf einem kurzen Stück an den Rajon Sjewjerodonezk (in der Oblast Luhansk gelegen), im Nordosten an die Rajon Altschewsk (Oblast Luhansk), im Osten an den Rajon Rowenky (Oblast Luhansk), im Südosten an Russland (Oblast Rostow, Rajon Kuibyschewo), im Süden und Südwesten an den Rajon Donezk, im Westen an den Rajon Pokrowsk sowie im Nordwesten an den Rajon Kramatorsk.

## Geschichte
Der Rajon entstand am 17. Juli 2020 im Zuge einer großen Rajonsreform durch die Vereinigung des Rajons Schachtarsk mit den Stadtgebieten der bis dahin unter Oblastverwaltung stehenden Städten Debalzewe, Horliwka, Jenakijewe, Kirowske, Schdaniwka, Snischne, Tores und Schachtarsk.

Rajon Schachtarsk bis Juli 2020
Rajonsgebiet ab Juli 2020

## Administrative Gliederung
Auf kommunaler Ebene ist der Rajon in 9 Hromadas (9 Stadtgemeinden) unterteilt, denen jeweils einzelne Ortschaften untergeordnet sind.
Zum Verwaltungsgebiet gehören:
- 10 Städte
- 27 Siedlungen städtischen Typs
- 54 Dörfer
- 41 Ansiedlungen

Die Hromadas sind im Einzelnen:
- Stadtgemeinde Horliwka
- Stadtgemeinde Chrestiwka (Kirowske)
- Stadtgemeinde Debalzewe
- Stadtgemeinde Jenakijewe
- Stadtgemeinde Schdaniwka
- Stadtgemeinde Snischne
- Stadtgemeinde Tschystjakowe (Tores)
- Stadtgemeinde Schachtarsk
- Stadtgemeinde Wuhlehirsk